# دهستان کوتلا
دهستان کوتلا (به لاتین: Kohtla Parish) یک دهستان در استونی است که در شهرستان ایدا-ویرو واقع شده‌است.

## خصوصیات
دهستان کوتلا ۱۰۱ کیلومترمربع مساحت و ۱٬۶۴۰ نفر جمعیت دارد.